# Chiesa di San Bartolomeo (Trino)
La chiesa parrocchiale di San Bartolomeo è un luogo di culto cattolico di Trino, in provincia di Vercelli. È sede dell'omonima parrocchia compresa nel vicariato di Trino.

## Storia
La parrocchiale dedicata a san Bartolomeo, patrono della città, sorse, come chiesa a tre navate, agli inizi del XIII secolo quando cominciò a decadere l'utilizzo della chiesa di San Michele in Insula.
Dopo essere stata gravemente danneggiata nel 1628, nel corso del feroce assedio delle truppe di Carlo Emanuele I di Savoia, la chiesa venne pressoché integralmente rifatta negli anni 1634-1642 come edificio ad una sola navata, con pianta a croce latina.
La facciata, dal sobrio stile classicheggiante, è il risultato degli ampi rifacimenti intervenuti nel 1839.

## Interno

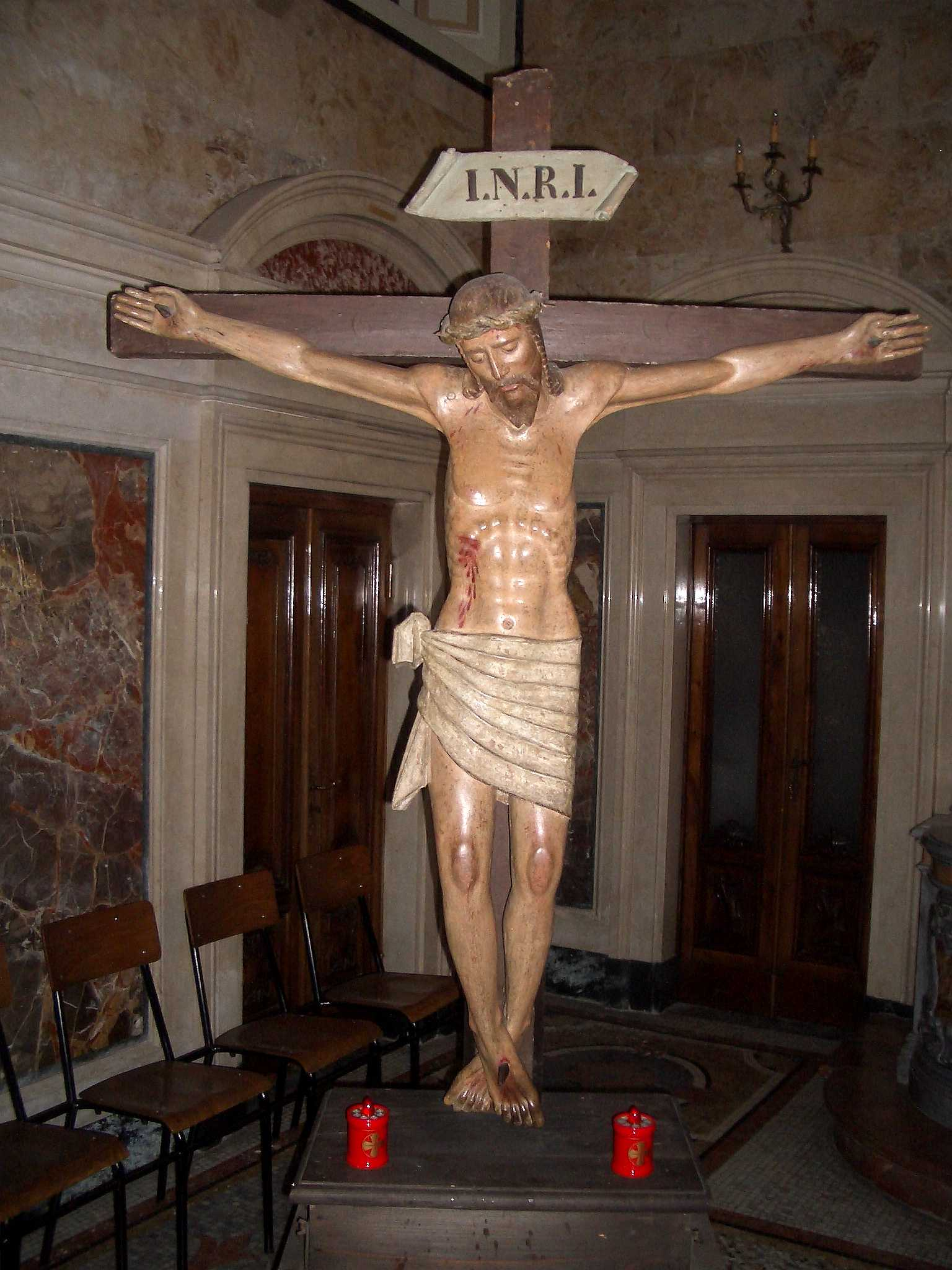
Crocefisso

Custodisce al suo interno opere di rilevante interesse storico ed artistico. Va menzionata innanzi tutto la trecentesca icona della Madonna col Bambino (detta Madonna di San Luca) dai tratti ancora bizantineggianti, donata alla chiesa dai Marchesi del Monferrato di casa Paleologa.
Risalgono al periodo rinascimentale un bel trittico posto nel transetto di sinistra dedicato all'Immacolata Concezione, opera di Gerolamo Giovenone databile al 1516, (noto anche come Trittico Raspa, dal nome dei committenti); una tavola di Boniforte Oldoni il Giovane  con la Incoronazione della Vergine e santi (1587) (proveniente dalla vicina chiesa di San Pietro Martire); una tela di Guglielmo Tabacchetti raffigurante Gesù fanciullo con San Giuseppe e la Madonna, interessante, più che per qualità artistica, perché si tratta dell'unica opera conosciuta dell'autore  (figlio di Jan de Wespin, grande statuario che fu attivo nei Sacri Monti di Crea e di Varallo).

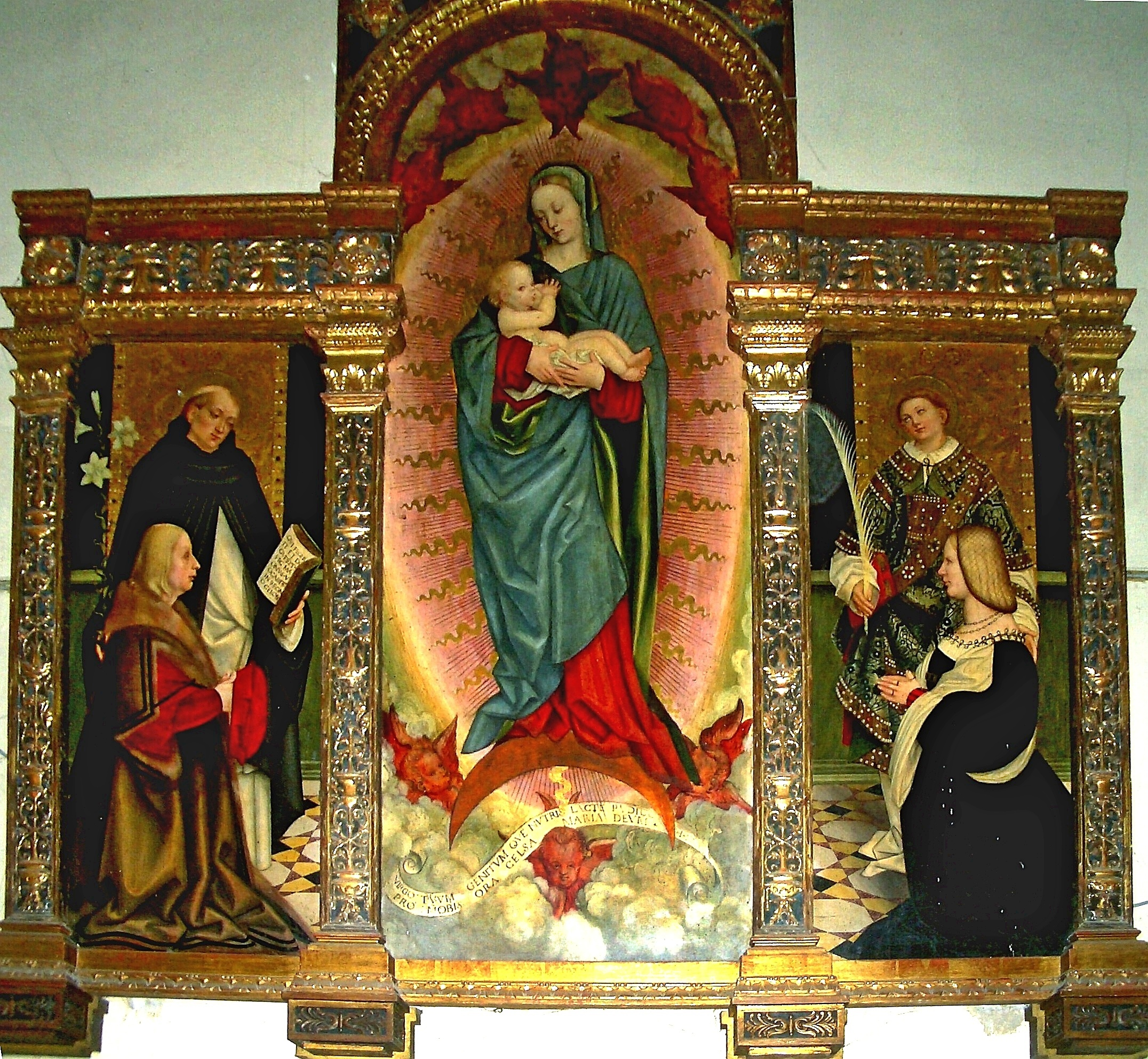
Immacolata Concezione, 1516, tempera su tavola

Va anche menzionato un pregevole Crocefisso ligneo del XVI secolo, posto nella cappella della B.V. di Lourdes.
La pittura piemontese dei secoli successivi è rappresentata soprattutto da una tela di Orsola Caccia, figlia del Moncalvo, con la Presentazione di Gesù al tempio (1648), dalla notevole tela, posta nel coro, raffigurante la scena San Bartolomeo battezza i reali di Armenia, opera del casalese Pier Francesco Guala (1733-34) e dai grandi affreschi che ornano il soffitto della navata centrale di Luigi Morgari.
La chiesa custodisce le reliquie del beato Oglerio di Lucedio, abate del XII secolo.